# Campeonato Mundial de Cubo Mágico de 2005
O Campeonato Mundial de Cubo Mágico de 2005 foi a terceira edição do Campeonato Mundial de Cubo Mágico.
O torneio teve como sede a cidade de Boston, nos Estados Unidos.
O evento celebrou o 25º aniversário do brinquedo nos Estados Unidos.